# Char pontonnier 68
Le char pont 68/88, en allemand Brückenpanzer 68/88, est un char du génie lanceur de pont suisse. Il est intégré au sein de formations du génie.

## Description
Le char pont 68 utilise les composants basiques du char 68 comme le châssis, le moteur et les systèmes électroniques de contrôle. 
K + W Thun livre 30 chars ponts 68 entre 1974 et 1977, ils sont immatriculés M+77882 à M+77911. Entre 1988 et 1992, les 30 chars ponts 68 sont portés au standard AA6 et sont désignés comme char pont 68/88, à l'égal du char 68/88. En 2005, 16 exemplaires ont été retirés du service, la totalité en 2011. Il est remplacé par le char pont Iguane.
Un char pont 68/88 a été placé en 2012 au musée Militärhistorische Stiftung des Kantons Zug (de) (MHSZ) à Neuheim.

## Caractéristiques techniques

### Pont
- Poids : 6,8 t
- Longueur : 18,2 m
- Largeur : 3,79 m

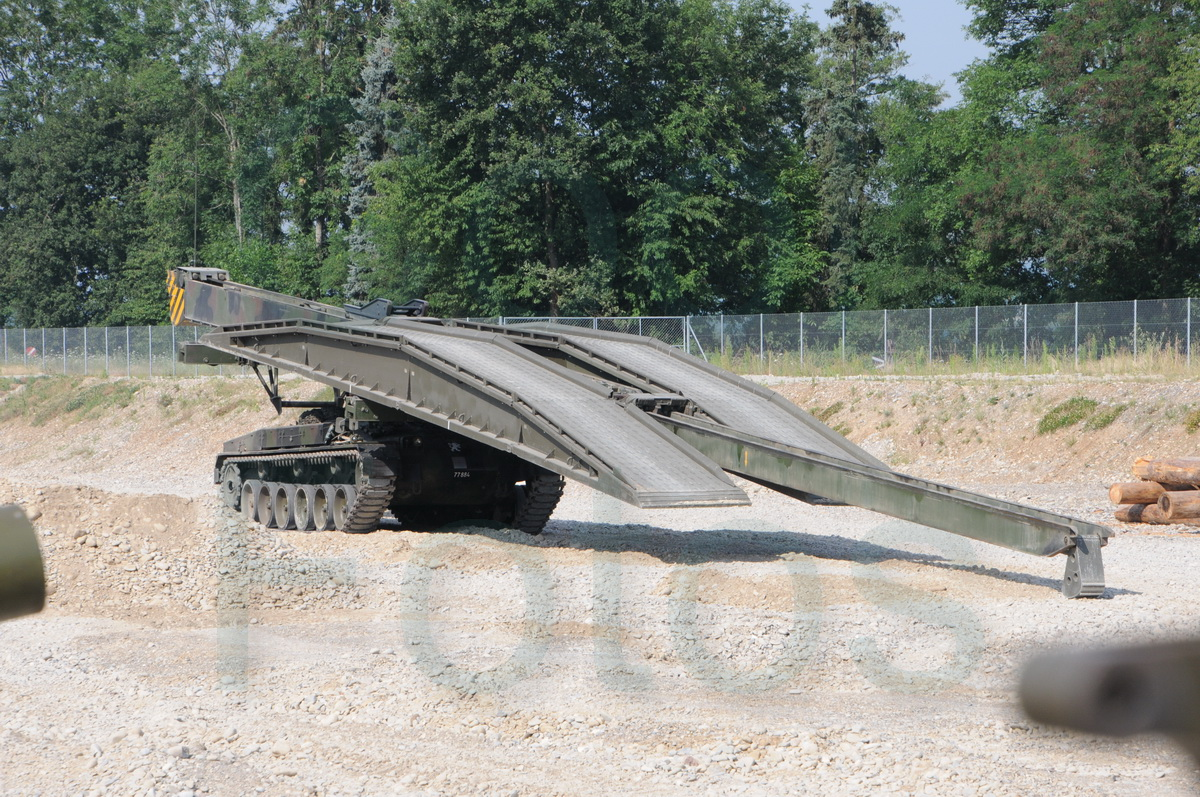
Pose du pont

- Capacité de charge : 50 t (Ausnahmelast: 60 t)
- Construction : aluminium
- Temps de pose : 2 min
- Temps de chargement : 3 min